# Humanwirtschaftspartei
Die Humanwirtschaftspartei (Eigenbezeichnung: HUMANWIRTSCHAFT) ist eine deutsche Kleinpartei. Zentrales Thema der Humanwirtschaftspartei, die aus der Freisozialen Union hervorging,  ist die Umwandlung der gegenwärtigen kapitalistischen Wirtschaftsordnung in eine Marktwirtschaft, „welche den Menschen dient und nicht dem Kapital“. Hierzu strebt die Humanwirtschaftspartei eine Reform des gegenwärtigen Geld- und Bodenrechts an. Als Lösungsansatz wird dabei auf das von Silvio Gesell begründete Modell der „Freiwirtschaft“ gesetzt, das auf „Freigeld“ und „Freiland“ beruhen soll.

## Inhaltliches Profil
Die Humanwirtschaftspartei will eine Wirtschaftsordnung schaffen, die persönliche Freiheit und soziale Gerechtigkeit gleichermaßen verwirklicht. Sie geht davon aus, dass Armut, Hunger, Gewalt,  Terrorismus und die Beseitigung von demokratischen Grundrechten im Wesentlichen auf das bestehende Geld- und Bodenwesen zurückzuführen sind.
Aus diesem Grund strebt die Partei folgende Veränderungen der gegenwärtigen wirtschaftlichen Rahmenbedingungen an:
- Sie will ein unabhängiges Währungsamt schaffen, dessen einzige Aufgabe es ist, die Währung stabil zu halten.[5] Das Währungsamt tätigt keine Bankgeschäfte, somit entfällt die Refinanzierungsmöglichkeit der Geschäftsbanken bei der Zentralbank. Geld kommt nicht mehr als verzinster Kredit, sondern zinsfrei durch Staatsausgaben in Umlauf.[6][7]
- Die Währung soll mittels einer Gebühr auf Bargeld umlaufgesichert werden.[8] Damit würde die Liquiditätsprämie neutralisiert[9] und verhindert werden, dass die Volkswirtschaft in eine Liquiditäts- oder Investitionsfalle gerate.[10] Geld soll nur noch als Tauschmittel benutzt werden. Gespart werden soll in  Geldanlagen, bei denen sichergestellt sei, dass die Ersparnisse unverzüglich in die Kapitalbildung  und die Geldzeichen zurück in den Umlauf gelangen.[7] Dadurch gäbe es keine unfreiwillige Arbeitslosigkeit mehr, weil jedes Angebot seine Nachfrage finde.[11] Schließlich erhalte jeder Arbeitende seinen vollen, nicht durch Zinslasten geschmälerten Arbeitsertrag.[12]
- Die Humanwirtschaft geht davon aus, dass die Nutzung von Grund und Boden einschließlich der Bodenschätze eine Vorbedingung des Lebens ist. Die Zugangs- und Nutzungsmöglichkeiten seien heute aber nicht für alle Menschen gleich, da eine Minderheit das Eigentumsrecht am Boden habe. Dies ermögliche dieser Minderheit, von den Menschen ohne Land ein Entgelt zu fordern, die Bodenrente. Sie entstehe dadurch, dass der Boden unvermehrbar ist.[13] Aus diesem Grund soll das römische Besitzrecht an unvermehrbaren Naturressourcen (Boden, Bodenschätze, Luft, Wasser, Sonnenlicht) in ein allgemeines Nutzungsrecht umgewandelt werden. Dadurch könne die Bodenrente abgeschöpft und der Allgemeinheit zurückvergütet werden. Die abgeschöpfte Bodenrente soll an die Eltern als Erziehungsgehalt nach Zahl ihrer minderjährigen Kinder ausbezahlt werden.[14][7]

Die Humanwirtschaftspartei lässt sich nur schwer in das herkömmliche Parteienspektrum einordnen. Sie bezeichnet sich selbst als liberalsozial. Die Freiwirtschaft ist eine akratische Idee.
Das Buch Die Lösung der sozialen Frage wird von der Partei als das gegenwärtige Standardwerk propagiert. Es handelt sich um eine überarbeitete Fassung des Buches „Überwindung des Totalitarismus“ des österreichischen Kaufmanns und Landwirts Otto Valentin (1898–1969) aus dem Jahre 1952 und erschien erneut im Jahr 2008. Dieses Buch stellt laut Partei eine der prägnantesten Einführungen in die Freiwirtschaftslehre dar.

## Überschneidungen mit anderen Parteien
Das Hauptthema wurde durch die Freie Internationale Universität um den Künstler Joseph Beuys und einige Freiwirtschaftler auch in die Partei Die Grünen eingebracht.
Nachdem dieser Ansatz 1989/90 zunächst fast gänzlich aus dem Parteiprogramm der Grünen verschwunden war, wurde er später von den Liberalsozialen (Lisos) bei Bündnis 90/Die Grünen, insbesondere im „Hildesheimer Kreis“ weiter vertreten. Die damals gegründete Bürgerinitiative Alternative Dritter Weg – A3W (Mitbegründer ist Georg Otto, einer der Gründer der Partei Die Grünen) ist Herausgeber der Zeitschrift „Alternativen“.

## Organisation
|                                    | Landesverband       | 1. Vorsitzender | 2. Vorsitzender | Ergebnis der letzten Wahl des Landesparlaments |
| ---------------------------------- | ------------------- | --------------- | --------------- | ---------------------------------------------- |
| Hamburg                            | Hamburg             | Helmut Bein     | Kerstin Weigt   | n. a. (2020)                                   |
| Hessen                             | Hessen              | Winrich Prenk   | Marius Szalma   | n. a. (2018)                                   |
| Nordrhein-Westfalen                | Nordrhein-Westfalen | Hans Kadereit   | Renate Bröcker  | n. a. (2017)                                   |
| Legende - n. a. – nicht angetreten |                     |                 |                 |                                                |

## Geschichte

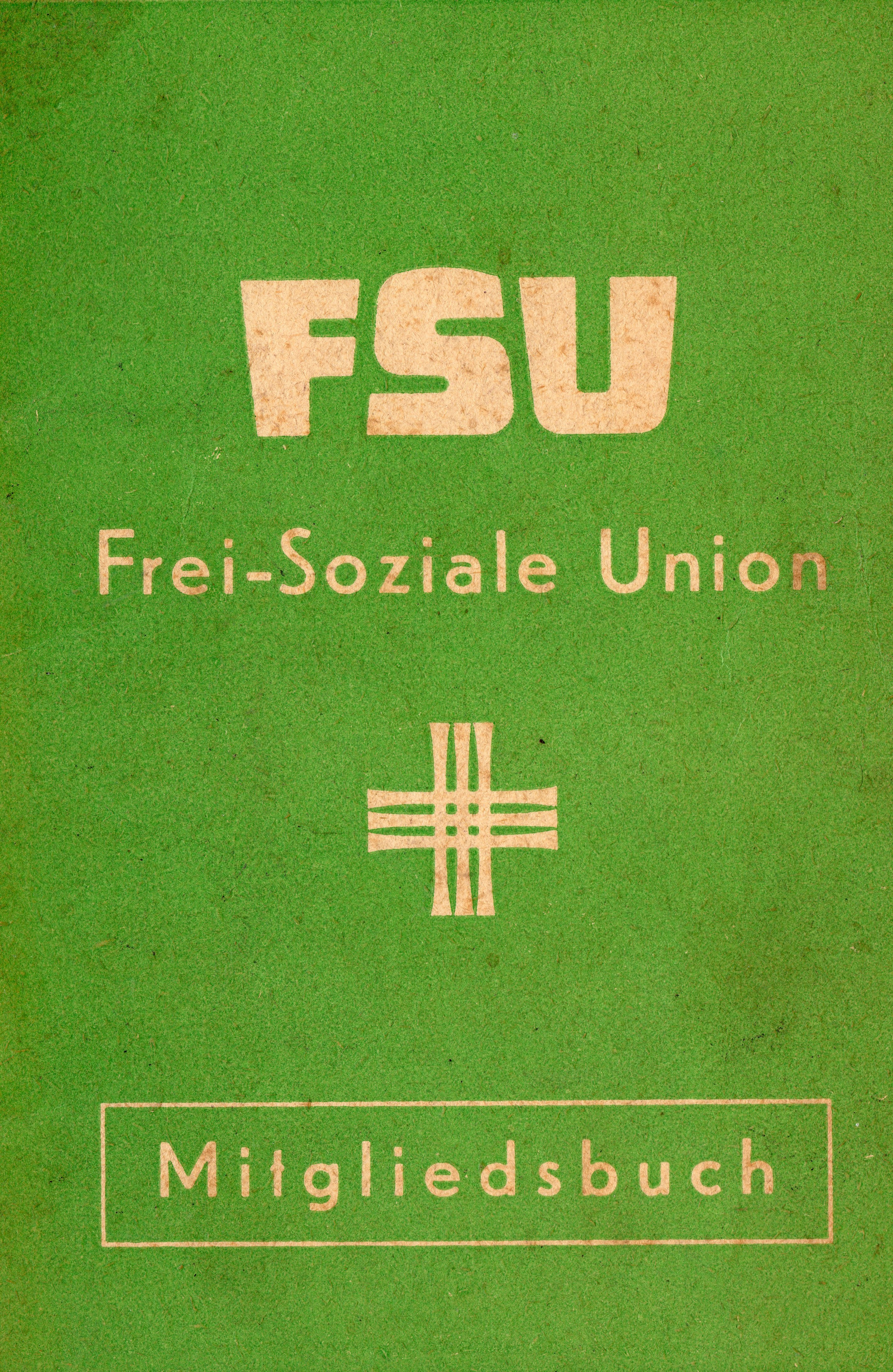
Mitgliedsbuch der Frei-Sozialen Union (ab 1950)

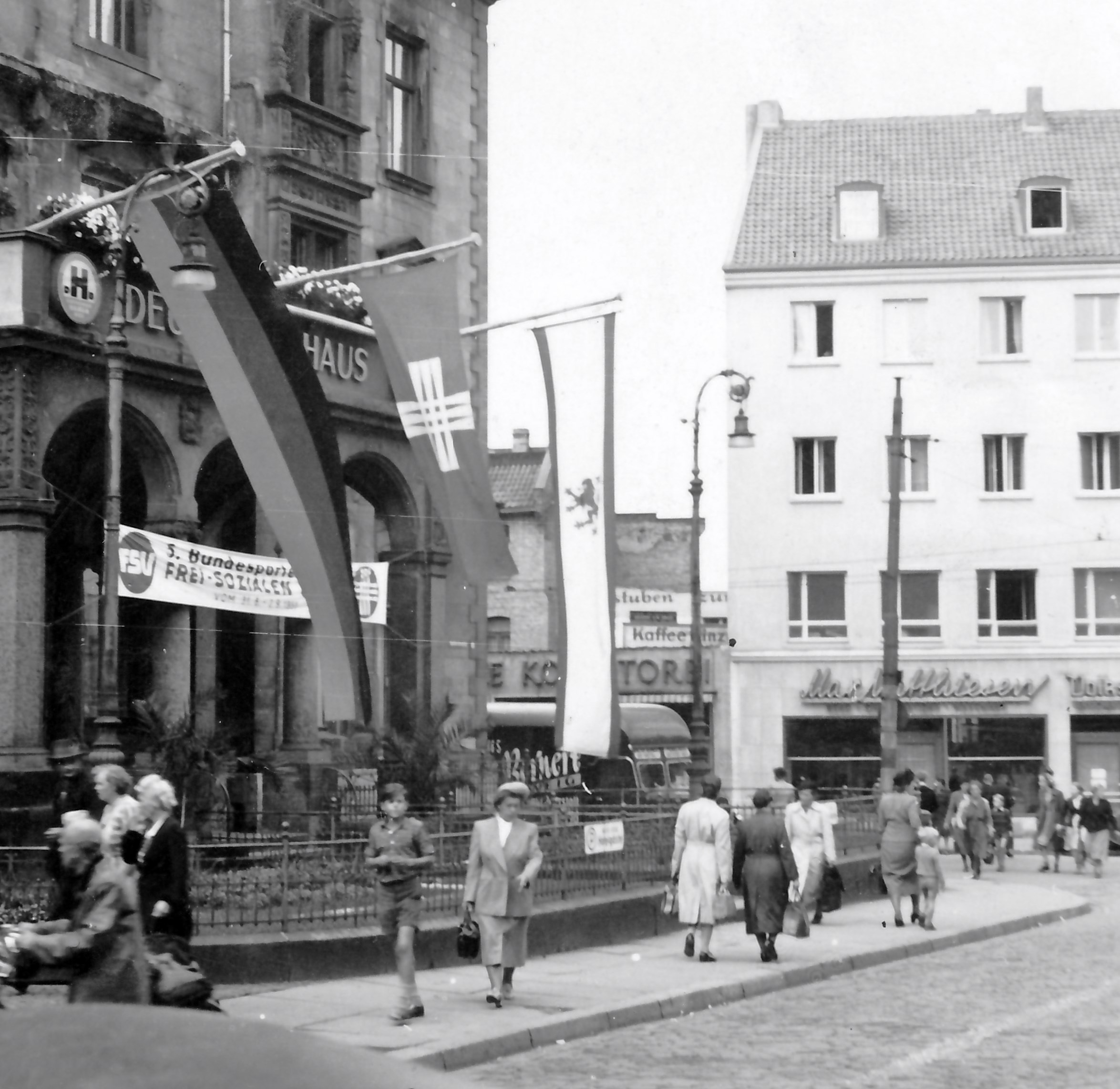
FSU-Bundesparteitag 1951 in Braunschweig

Die Partei wurde 1950 als Frei-Soziale Union (FSU) gegründet. In ihr schlossen sich die Radikal-Soziale Freiheitspartei (RSF) der Britischen Besatzungszone, die Soziale Freiheitspartei (SFP) der Amerikanischen Besatzungszone und die Freie Soziale Partei (FSP) der Französischen Besatzungszone zusammen. In Hamburg war die RSF bzw. FSU von 1949 bis 1953 mit einem Abgeordneten – Willi Eberlein – in der Bürgerschaft vertreten. Ab etwa 1958 schrieb sie sich Freisoziale Union und 1968 wurde für den Parteinamen die Zusatzbezeichnung Demokratische Mitte beschlossen.
Die Partei trat erstmals 1963 bei einer Landtagswahl in Niedersachsen an und ab 1965 auch bei der Bundestagswahl in einigen Ländern. Sie beschränkte sich im Wesentlichen auf das Verteilen von Flugblättern. Die Kandidaten traten in der Öffentlichkeit kaum in Erscheinung.
Die FSU nannte sich am 28. April 2001 in Humanwirtschaftspartei um, da sich die Mitglieder von einigen rechtsextremen Funktionären der FSU distanzieren wollten. Am 30. Oktober 2005 wurde die Kurzbezeichnung Humanwirtschaft beschlossen. Bis 2006 brachte die Partei eine eigene Zeitschrift „HUMANWIRTSCHAFT – Zeitschrift für eine menschliche Marktwirtschaft“ heraus. Die Zeitschrift wurde aus Kostengründen im Januar 2007 ausgegliedert und wird nun vom „Förderverein für Natürliche Wirtschaftsordnung“ mit Sitz in Essen herausgegeben.
Bei den Abgeordnetenwahlen von Berlin am 17. September 2006 erhielt die Partei 0,1 bis 0,2 % der Zweitstimmen.
Der Humanwirtschaftspartei gelang es nicht, die zur Teilnahme an der Europawahl 2009 erforderlichen 4000 Unterstützungsunterschriften zu sammeln.
Der sächsische Landesverband beteiligte sich an der Wahl zum 5. Sächsischen Landtag 2009 mit einer Landesliste und einem Direktkandidaten im Wahlkreis Riesa-Großenhain 2. Hierbei erhielt die Partei 0,1 % der Wählerstimmen.
Nach Ansicht des Bundeswahlausschusses fehlen die Voraussetzungen für die Anerkennung der Parteieigenschaft nach § 2 Abs. 1 PartG. Im September 2016 ließ sich die Partei ins Vereinsregister eintragen. Seitdem trägt sie den Zusatz „e. V.“ im Namen.

### Bundestagswahlen
1965, 1969 und 1972 trat die FSU bei den jeweiligen Bundestagswahlen an, erreichte jedoch nur jeweils 0,0 % der Stimmen. 1987, 1994 und 1998 strebte die FSU nur mehr Direktmandate an, die allerdings nicht errungen werden konnten.
Bei der Bundestagswahl 2005 hatte die Humanwirtschaftspartei einen Direktkandidaten im Bundestagswahlkreis Freiberg – Mittlerer Erzgebirgskreis (Sachsen), der 0,4 % der Stimmen erhielt.
Der Bundeswahlausschuss zur Bundestagswahl 2009 ließ die Humanwirtschaftspartei nicht zur Wahl zu, weil keine Vertreter der Partei zur Sitzung erschienen.
| Jahr | Name        | Ergebnis |
| ---- | ----------- | -------- |
| 1949 | RSF/FSP/SFP | 0,91     |
| 1965 | FSU         | 0,03     |
| 1969 | FSU         | 0,05     |
| 1972 | FSU         | 0,01     |

### Landtagswahlen
| Jahr | Land                | Name            | Ergebnis |
| ---- | ------------------- | --------------- | -------- |
| 1950 | Berlin              | FSU             | 0,28     |
| 1951 | Bremen              | FSU             | 1,28     |
| 1953 | Hamburg             | FSU             | 0,59     |
| 1954 | Berlin              | FSU             | 0,15     |
| 1963 | Niedersachsen       | FSU             | 0,01     |
| 1966 | Hamburg             | FSU             | 0,32     |
| 1966 | Nordrhein-Westfalen | FSU             | 0,11     |
| 1967 | Schleswig-Holstein  | FSU             | 0,01     |
| 1967 | Niedersachsen       | FSU             | 0,03     |
| 1968 | Baden-Württemberg   | FSU             | 0,01     |
| 1970 | Hamburg             | FSU             | 0,12     |
| 1974 | Hamburg             | FSU             | 0,08     |
| 1978 | Hamburg             | FSU             | 0,04     |
| 1982 | Hamburg             | FSU             | 0,03     |
| 1983 | Schleswig-Holstein  | FSU             | 0,00     |
| 1986 | Hamburg             | FSU             | 0,04     |
| 1987 | Schleswig-Holstein  | FSU             | 0,00     |
| 1988 | Schleswig-Holstein  | FSU             | 0,01     |
| 1991 | Hamburg             | FSU             | 0,02     |
| 2001 | Hamburg             | FSU             | 0,01     |
| 2006 | Berlin              | HUMANWIRTSCHAFT | 0,10     |
| 2009 | Sachsen             | HUMANWIRTSCHAFT | 0,12     |
| 2015 | Hamburg             | HUMANWIRTSCHAFT | 0,04     |

## Bundesvorsitzende

### Bundesvorsitzende der FSU
Parteivorsitzende der FSU waren zwischen 1950 und 2001:
| Zeitraum  | Name               | Besonderheiten              |
| 1950–1952 | Richard Batz       |                             |
| 1952–1954 | Wilhelm Radecke    |                             |
| 1954–1956 | Albert Bartels     |                             |
| 1956–1957 | Peter Thielen      | † 4. September 1957         |
| 1957–1961 | Ernst Schröder     | 1957–1958 nur kommissarisch |
| 1961–1986 | Kurt Keßler        |                             |
| 1986–1996 | Hans-Bernhard Zill |                             |
| 1996–1998 | Karl-Heinz Wandel  | † 23. April 1998            |
| 1998      | Wilfried Harder    | nur kommissarisch           |
| 1998–1999 | Horst Mikonauschke |                             |
| 1999–2000 | Hermann Benjes     |                             |
| 2000–2001 | Wolfram Triebler   |                             |

### Bundesvorsitzende der Humanwirtschaft
Parteivorsitzende der Humanwirtschaft waren seit 2001:
| Zeitraum  | Name                           |
| 2001–2002 | Wolfram Triebler               |
| 2002–2003 | Knut Beba                      |
| 2003–2006 | Wolfram Triebler               |
| 2006–2008 | Tomas Klünner                  |
| 2008–2009 | Friedebald Müller              |
| 2009–2011 | Endre Zakocs                   |
| 2011–2012 | Oliver Wolf                    |
| 2012–2015 | Wilfrid Harder                 |
| 2016      | Dieter Müller (kommissarisch)  |
| 2016–2020 | Hartwig Meyer                  |
| 2020–2023 | Dieter Müller                  |
| seit 2024 | Carsten Reuter (2023/24 komm.) |